# Kropfstein
Als Kropfstein  (Calculus ingluvialis) bezeichnet man ein Konkrement  im Kropf von Vögeln. Die Bildung von Kropfsteinen ist selten und wird als Ingluviallithiasis oder Kropflithiasis bezeichnet. Sie zeigt sich in rhythmischen Schluckbewegungen und Regurgitation, Fressunlust, Schwäche und Abmagerung. 
Die Ursache der Erkrankung ist unbekannt. Vermutet werden übermäßige Futteraufnahme nach längerer Nahrungskarenz, Verstopfungen des Kropfes und Verletzungen der Kropfschleimhaut durch rohfaserreiches Futter oder Fremdkörper sowie Aufnahme der eigenen Exkremente. Chemisch handelt es sich meist um Bildungen aus Harnsäuresalzen und Struvit. Die Behandlung erfolgt chirurgisch durch einen Kropfschnitt.